# Théorème du viriel
En mécanique classique, le théorème du viriel est une relation générale qui s'applique à un système de plusieurs corps en interaction. Il relie les moyennes temporelles de ses énergies cinétique et potentielle. Il fut proposé en 1870 par Rudolf Clausius qui travaillait alors sur les fondements de la thermodynamique et cherchait à relier les notions de température et de chaleur aux mouvements des molécules de gaz.

## Historique
Le terme « viriel », du latin vis (force), et le théorème sont tous deux proposés par Rudolf Clausius en 1870. En français, le terme « viriel » est un synonyme vieilli de « potentiel ».

## Énoncé du théorème

### Énoncé d'origine
Tel qu'énoncé à l'origine par Rudolf Clausius, le théorème s'applique à un ensemble stable de particules de masse {\displaystyle m} repérées par leurs positions {\displaystyle {\vec {r}}} et leurs vitesses {\displaystyle {\vec {v}}}, sur lesquelles s'exercent des forces {\displaystyle {\vec {F}}}. Il s'écrit : 
{\displaystyle \sum {\frac {1}{2}}m{\overline {v^{2}}}=-{\frac {1}{2}}\sum {\overline {{\vec {r}}\cdot {\vec {F}}}}}
où la barre désigne la moyenne temporelle des quantités correspondantes.

### Cas particulier
On en retient souvent le cas particulier suivant :
Théorème du viriel — Dans un système en équilibre dynamique, l'énergie cinétique {\displaystyle E_{c}} égale l'opposé de la moitié de l'énergie potentielle {\displaystyle E_{p}} :
{\displaystyle 2E_{c}+E_{p}=0}.
Ce résultat est une simple conséquence du principe fondamental de la dynamique, appliqué à un ensemble de masses en interaction gravitationnelle réciproque (problème à N corps). 
L'énergie totale E = Ec + Ep vaut donc
{\displaystyle E={\tfrac {1}{2}}E_{p}=-E_{c}}.

## Démonstration

### En dynamique à N corps
Hypothèse
Soit un système isolé de N corps massifs de masse constante, chaque corps ne subit donc que les seules forces gravitationnelles de ses voisins.
D’après la loi universelle de la gravitation, la force gravitationnelle exercée sur le corps i s’écrit :
{\displaystyle F_{i}=-\sum _{\overset {j}{j\neq i}}Gm_{i}m_{j}{\frac {r_{i}-r_{j}}{|r_{i}-r_{j}|^{3}}}}
D’après le principe fondamental de la dynamique, cette même force gravitationnelle exercée sur le corps i s’écrit :
{\displaystyle F_{i}=m_{i}{\frac {\mathrm {d} ^{2}r_{i}}{\mathrm {d} t^{2}}}}
On notera que la première expression fait intervenir la masse grave tandis que la seconde fait intervenir la masse inerte, le principe d'équivalence permettant cependant de les identifier.
En multipliant par {\displaystyle r_{i}} et en sommant sur toutes les masses i, on trouve :

| {\displaystyle -\sum _{\overset {i,j}{i\neq j}}Gm_{i}m_{j}{\frac {r_{i}(r_{i}-r_{j})}{\|r_{i}-r_{j}\|^{3}}}=\sum _{i}F_{i}r_{i}=\sum _{i}m_{i}r_{i}{\frac {\mathrm {d} ^{2}r_{i}}{\mathrm {d} t^{2}}}} | \| \| \| \| \| \| \| \| | (1) |
| |                         |     |
| |                         |     |
Par échange des indices muets, on a :
{\displaystyle \sum _{\overset {i,j}{i\neq j}}Gm_{i}m_{j}{\frac {r_{i}(r_{i}-r_{j})}{|r_{i}-r_{j}|^{3}}}=\sum _{\overset {i,j}{i\neq j}}Gm_{i}m_{j}{\frac {r_{j}(r_{j}-r_{i})}{|r_{j}-r_{i}|^{3}}}}
d’où :

| {\displaystyle -\sum _{\overset {i,j}{i\neq j}}Gm_{i}m_{j}{\frac {r_{i}(r_{i}-r_{j})}{\|r_{i}-r_{j}\|^{3}}}=-{\frac {1}{2}}\sum _{\overset {i,j}{i\neq j}}Gm_{i}m_{j}\left({\frac {r_{i}(r_{i}-r_{j})}{\|r_{i}-r_{j}\|^{3}}}+{\frac {r_{j}(r_{j}-r_{i})}{\|r_{j}-r_{i}\|^{3}}}\right)=-{\frac {1}{2}}\sum _{\overset {i,j}{i\neq j}}Gm_{i}m_{j}{\frac {(r_{i}-r_{j})^{2}}{\|r_{i}-r_{j}\|^{3}}}=-{\frac {1}{2}}\sum _{\overset {i,j}{i\neq j}}G{\frac {m_{i}m_{j}}{\|r_{i}-r_{j}\|}}} | \| \| \| \| \| \| \| \| | (2) |
| |                         |     |
| |                         |     |
En calculant :
{\displaystyle {\frac {\mathrm {d} ^{2}(r_{i}^{2})}{\mathrm {d} t^{2}}}={\frac {\mathrm {d} }{\mathrm {d} t}}\left(2r_{i}{\frac {\mathrm {d} r_{i}}{\mathrm {d} t}}\right)=2\left({\frac {\mathrm {d} r_{i}}{\mathrm {d} t}}\right)^{2}+2r_{i}{\frac {\mathrm {d} ^{2}r_{i}}{\mathrm {d} t^{2}}}}
il vient :
{\displaystyle r_{i}{\frac {\mathrm {d} ^{2}r_{i}}{\mathrm {d} t^{2}}}={\frac {1}{2}}{\frac {\mathrm {d} ^{2}(r_{i}^{2})}{\mathrm {d} t^{2}}}-\left({\frac {\mathrm {d} r_{i}}{\mathrm {d} t}}\right)^{2}}
d’où, en rappelant la constance de la masse par rapport au temps :

| {\displaystyle \sum _{i}m_{i}r_{i}{\frac {\mathrm {d} ^{2}r_{i}}{\mathrm {d} t^{2}}}={\frac {1}{2}}\sum _{i}m_{i}{\frac {\mathrm {d} ^{2}(r_{i}^{2})}{\mathrm {d} t^{2}}}-\sum _{i}m_{i}\left({\frac {\mathrm {d} r_{i}}{\mathrm {d} t}}\right)^{2}={\frac {1}{2}}{\frac {\mathrm {d} ^{2}}{\mathrm {d} t^{2}}}\left(\sum _{i}m_{i}r_{i}^{2}\right)-\sum _{i}m_{i}\left({\frac {\mathrm {d} r_{i}}{\mathrm {d} t}}\right)^{2}} | \| \| \| \| \| \| \| \| | (3) |
| |                         |     |
| |                         |     |
En introduisant les égalités 2 et 3 dans 1, il vient :

| {\displaystyle -{\frac {1}{2}}\sum _{\overset {i,j}{i\neq j}}G{\frac {m_{i}m_{j}}{\|r_{i}-r_{j}\|}}+\sum _{i}m_{i}\left({\frac {\mathrm {d} r_{i}}{\mathrm {d} t}}\right)^{2}={\frac {1}{2}}{\frac {\mathrm {d} ^{2}}{\mathrm {d} t^{2}}}\left(\sum _{i}m_{i}r_{i}^{2}\right)} | \| \| \| \| \| \| \| \| | (4) |
| |                         |     |
| |                         |     |
On reconnaît dans cette équation :
- l’énergie potentielle gravitationnelle :

{\displaystyle E_{p}=-{\frac {1}{2}}\sum _{\overset {i,j}{i\neq j}}G{\frac {m_{i}m_{j}}{|r_{i}-r_{j}|}}}
- l’énergie cinétique :

{\displaystyle E_{c}={\frac {1}{2}}\sum _{i}m_{i}\left({\frac {\mathrm {d} r_{i}}{\mathrm {d} t}}\right)^{2}}
- le moment d'inertie :

{\displaystyle I=\sum _{i}m_{i}r_{i}^{2}}
L’équation 4 se réécrit donc :
{\displaystyle E_{p}+2E_{c}={\frac {1}{2}}{\frac {\mathrm {d} ^{2}I}{\mathrm {d} t^{2}}}}
On fait maintenant la valeur moyenne sur un intervalle de temps [t,t+Δt] des deux membres de cette équation :
{\displaystyle \langle E_{p}\rangle +2\langle E_{c}\rangle ={\frac {1}{2\Delta t}}\int _{t}^{t+\Delta t}dt{\frac {\mathrm {d} ^{2}I}{\mathrm {d} t^{2}}}={\frac {1}{\Delta t}}\int _{t}^{t+\Delta t}dt{\frac {d}{dt}}\sum _{i}m_{i}{\overrightarrow {r}}_{i}{\overrightarrow {v}}_{i}={\frac {1}{\Delta t}}[(\sum _{i}m_{i}{\overrightarrow {r}}_{i}{\overrightarrow {v}}_{i})_{t+\Delta t}-(\sum _{i}m_{i}{\overrightarrow {r}}_{i}{\overrightarrow {v}}_{i})_{t}]}
Étant donné que la dimension du système reste bornée dans le temps ainsi que la vitesse de chacun des corps composant le système (faisant l'hypothèse que la distance entre deux corps est bornée inférieurement, à cause de leurs dimensions spatiales et en l'absence de collision directe), les deux termes dans le crochet sont bornés. Le membre de droite tend donc vers zéro quand Δt tend vers l'infini. D'où le résultat.

### En physique quantique
{\displaystyle 2\langle T\rangle =n\langle V\rangle }
avec {\displaystyle \langle T\rangle } correspond à la valeur moyenne de l'énergie cinétique
et {\displaystyle \langle V\rangle } correspond à la valeur moyenne du potentiel s'exprimant   {\displaystyle V(x)=\lambda \cdot x^{n}}

## Applications

### En astrophysique
De manière plus générale, le théorème du viriel est très utilisé en astrophysique. Notamment, il peut être utilisé pour estimer la limite de Chandrasekhar sur la masse des naines blanches,.
Le théorème du viriel est très utilisé en dynamique galactique. Il permet par exemple d'obtenir rapidement un ordre de grandeur de la masse totale M d'un amas d'étoiles si l'on connaît la vitesse quadratique moyenne V des étoiles dans l'amas et la moyenne harmonique R des distances entre deux étoiles de l'amas, qui peuvent être estimées à partir des observations :
- Ec ~ ½MV²
- Ep ~ - GM²/2R

Le facteur 1/2 dans Ep provient du fait que pour un système de particules il faut éviter de compter deux fois l'énergie potentielle associée à un couple.
Il vient alors {\displaystyle 2E_{c}=-E_{p}\Longleftrightarrow M=2RV^{2}/G}

#### Énigme de la matière noire
Comme il est possible par ailleurs de déterminer la masse des étoiles visibles à partir de leur luminosité, on peut comparer la masse totale obtenue par le théorème du viriel à la masse visible. Fritz Zwicky fut le premier à faire ce calcul et constata une différence considérable (facteur 10 à l'échelle des galaxies et facteur 100 à l'échelle des amas) entre les deux grandeurs, ce qui conduisit les astrophysiciens à supposer l'existence de matière noire, c'est-à-dire non détectable par les instruments. La seule autre explication possible serait que la loi de la gravitation n'est pas valable à grande échelle, mais aucune piste en ce sens n'a donné de résultat à ce jour. 
On peut montrer que cette matière noire domine la masse des galaxies à l'extérieur de leur disque, dans le halo où elle s'étend jusqu'à 100-200 kiloparsecs (kpc) – contre 10-20 kpc pour la masse visible.